# 남선초등학교 남창분교
남선초등학교 남창분교는 대한민국 강원특별자치도 정선군에 있었던 공립 초등학교이다.

## 학교 연혁
- 1949년 6월 10일: 개교
- 2025년 3월 1일: 폐교 및 남선초등학교 통합[2], 76년만에 폐업

## 참고 자료
- 남선초등학교남창분교장 - 한국교육학술정보원 학교알리미